# 토마스 테오도르 하이네
토마스 테오도르 하이네(Thomas Theodor Heine, 1867년 2월 28일 ~ 1948년 1월 26일)는 독일의 화가, 삽화가, 만화가이다. 라이프치히에서 태어난 하이네는 어린 나이에 재능 있는 캐리커처 작가로 자리매김했으며, 이로 인해 쿤스트아카데미 뒤셀도르프와 잠시 뮌헨의 미술 아카데미에서 미술을 공부하게 되었다.
1896년, 그는 풍자 잡지 심플리치시무스의 삽화가이자 정치 만화가로 성공을 거두었으며, 이를 위해 유겐트슈틸의 양식적 관용구와 앙리 드 툴루즈로트레크, 오브리 비어즐리, 일본 목판화의 그래픽적 특징을 차용했다. 그가 이 잡지를 위해 그린 사회 질서, 특히 군주제에 대한 삽화 비평으로 인해 1898년에 6개월간의 요새 구금형을 선고받았다. 그는 또한 1890년대에 책 삽화가로도 활동을 시작했다.
그는 1933년 독일을 떠나 처음에는 프라하로 갔다. 1938년부터 1942년까지 오슬로에서 살았고, 1942년부터 1948년 사망할 때까지 스톡홀름에서 살았다. 그는 1942년에 매우 냉소적인 자서전인 "나는 기적을 기다린다"(Ich warte auf Wunder)를 출판했다. (영어: I Wait for Miracles).
"나는 기적을 기다린다"는 자서전도 아니고 로망 아 클레도 아니라고 주장하지만, 히틀러가 독일을 통치하고 제2차 세계 대전이 진행 중이던 1941년에 쓰여졌다. 저자의 항변에도 불구하고, 이 소설은 당대의 사건, 특히 1918년-1919년 독일 혁명, 바이에른 평의회 공화국, 그리고 1920년부터 1925년까지의 국가사회주의의 부상 당시 뮌헨에서 일어난 사건들을 기반으로 한 소설이다. 히틀러는 "대규모 집회"라는 제목의 장에서 처음으로 뮌헨 청중을 매료시키는 병사 "이카루스"라는 인물로 불리하게 묘사된다. 또한 이 책은 덜 정확하게 1921년 9월 14일 히틀러가 분리주의자 오토 발러슈테트를 폭행한 사건을 묘사하는데, 이로 인해 히틀러는 유죄 판결을 받고 100일간의 징역형을 선고받았다.

## 갤러리

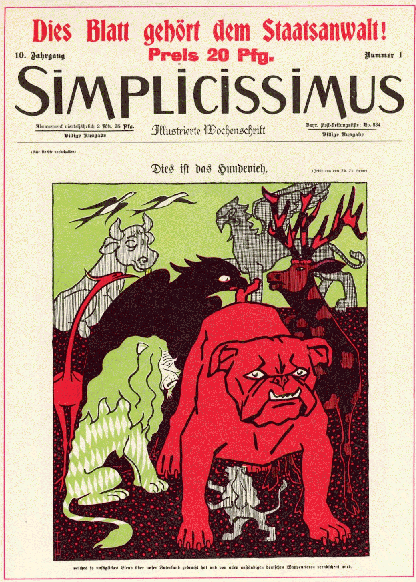
1910년 심플리치시무스 표지
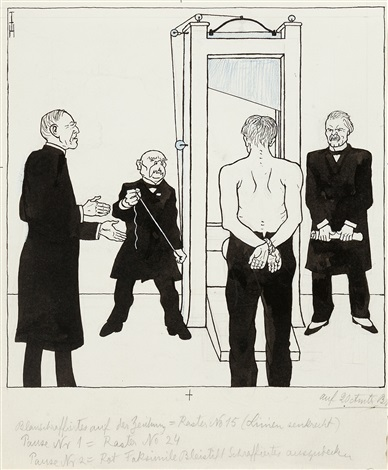
베르사유 조약
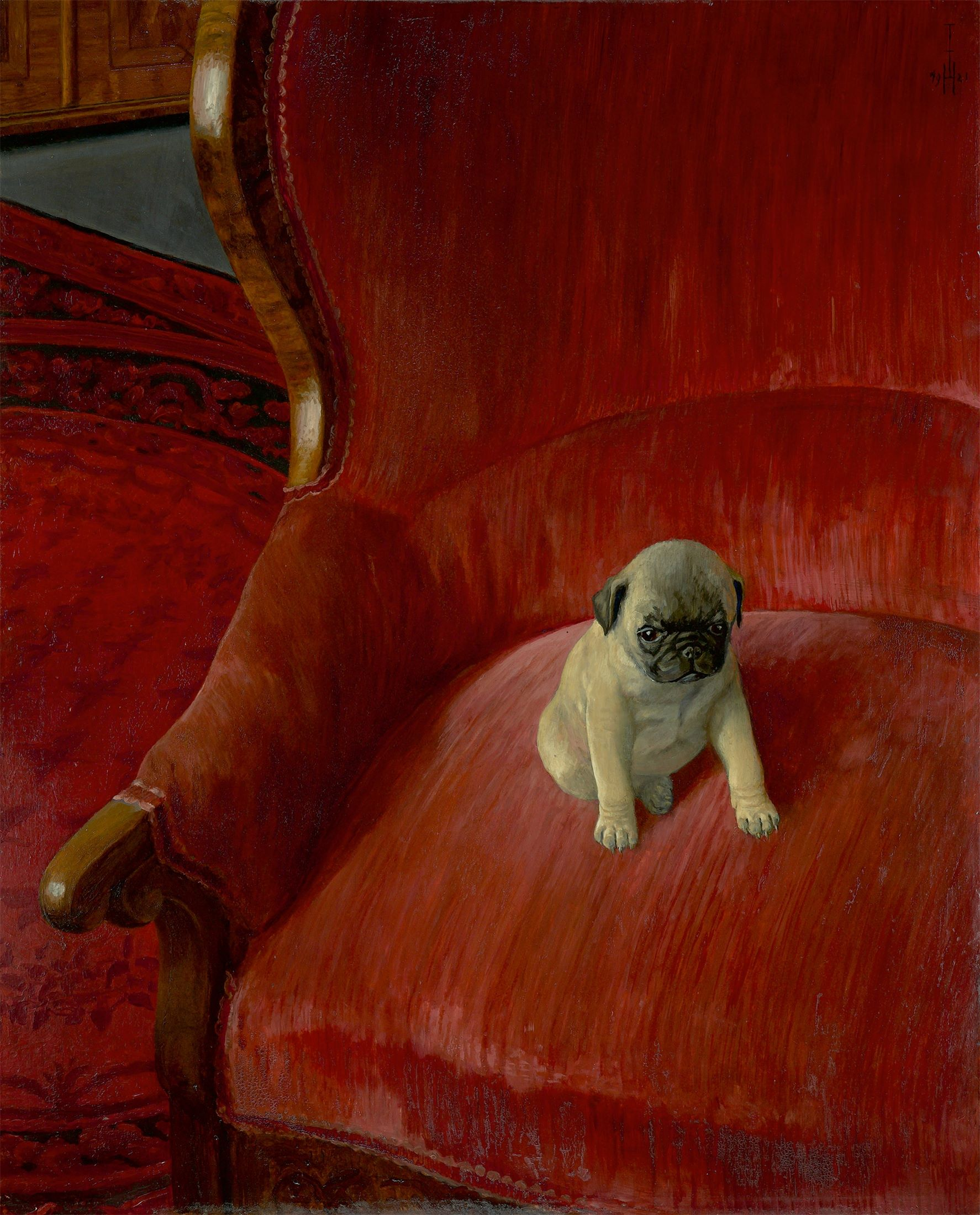
지그프리트, 판넬 유화, 1921
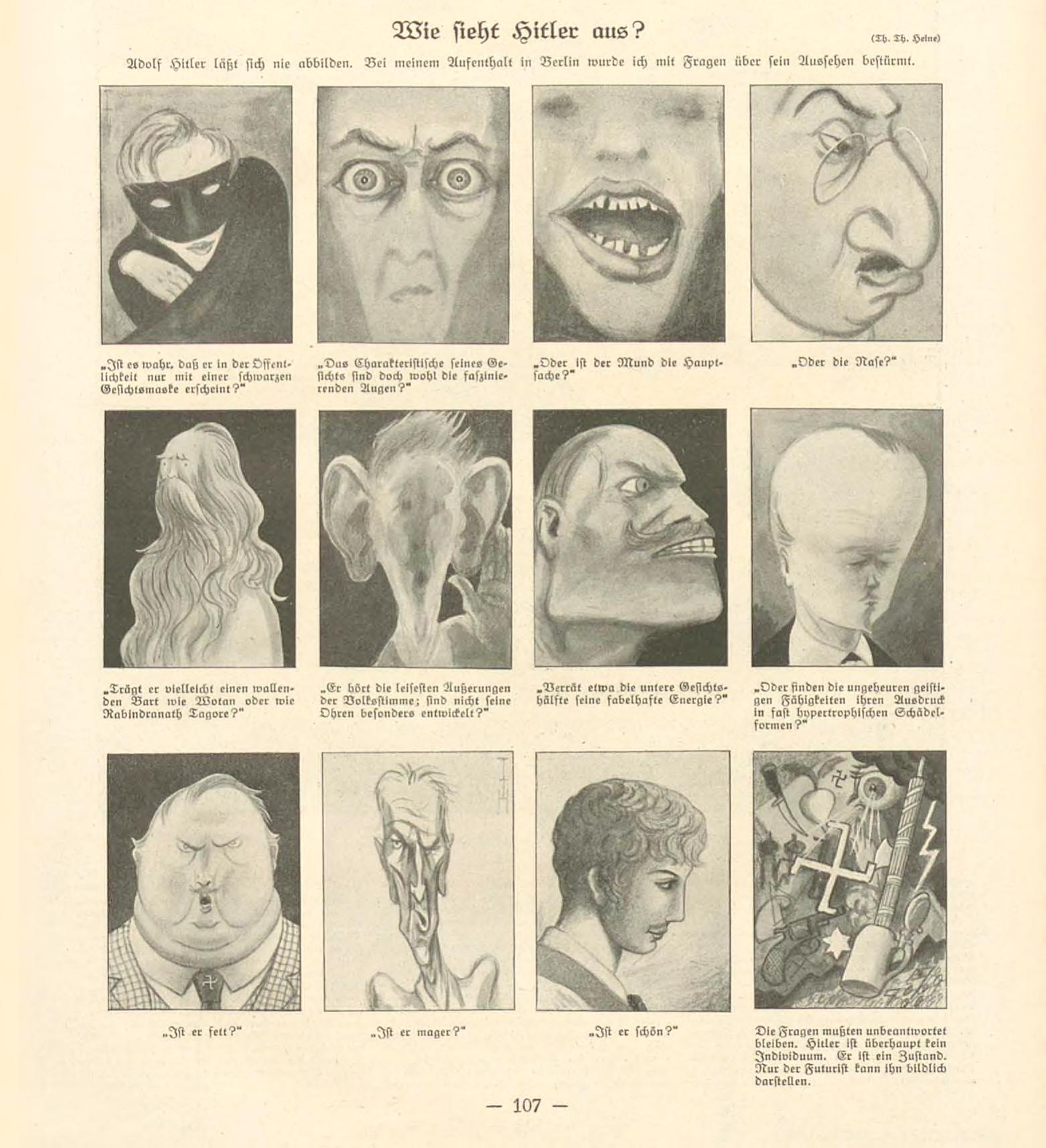
히틀러는 어떻게 생겼나? 공개된 사진이 없던 1923년 5월 28일 심플리치시무스 지에 실린 풍자 그림. 자세한 내용을 보려면 클릭하시오.
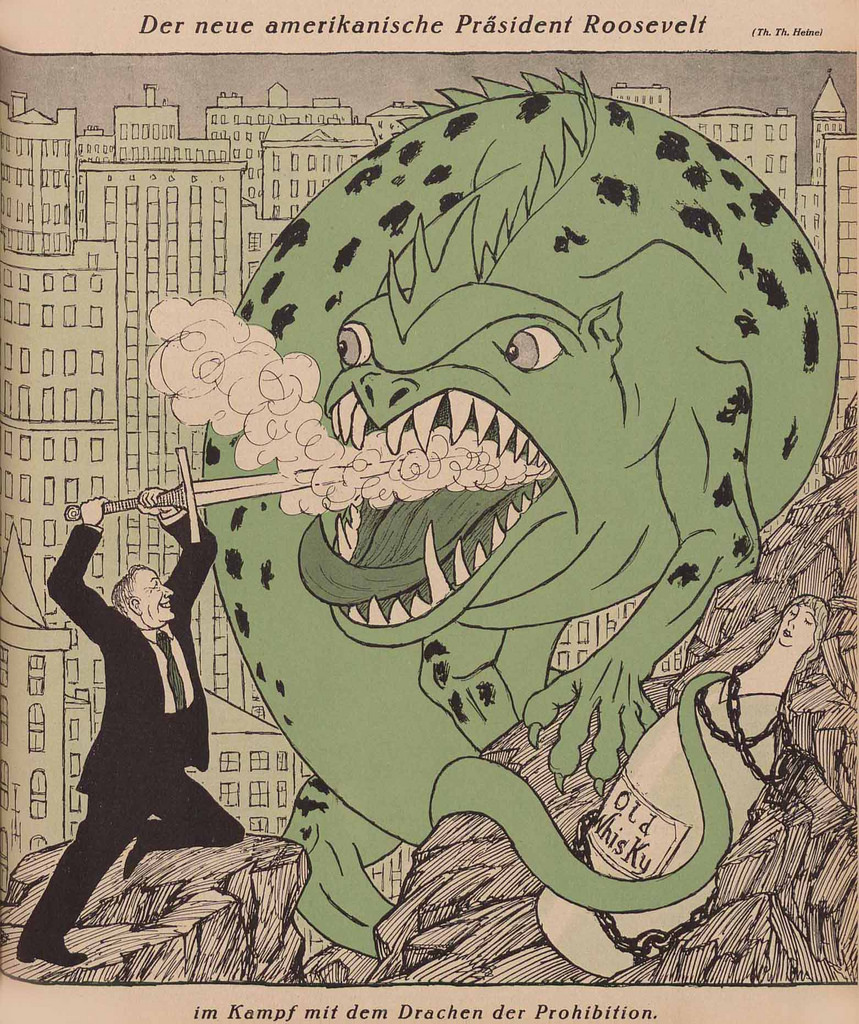
F.D. 루스벨트가 금주령의 용과 씨름하다, 1932